# Weligton
Weligton, właśc. Weligton Robson Pena de Oliveira (ur. 26 sierpnia 1979 w Fernandópolis) – brazylijski piłkarz występujący na pozycji obrońcy. Zawodnik klubu Málaga CF. 

## Kariera
Weligton karierę rozpoczynał w 1997 roku w zespole FC Olimpia. Następnie grał w Campinense, Jalesense oraz Barretos. W 2002 roku przeszedł do Paraná Clube z Campeonato Brasileiro Série A. W lidze tej zadebiutował 3 października 2002 roku w zremisowanym 1:1 pojedynku z Cruzeiro EC. W Paranie spędził sezon 2002.
W 2003 roku Weligton odszedł do portugalskiego drugoligowca, FC Penafiel. W 2004 roku awansował z nim do Primeira Liga. Tam w barwach Penafiel grał przez dwa lata. W 2006 roku przeszedł do szwajcarskiego zespołu Grasshopper Club. W Swiss Super League pierwszy mecz zaliczył 25 lipca 2006 roku przeciwko FC Sankt Gallen (0:0). W Grasshopper spędził rok.
W 2007 roku Weligton został wypożyczony do hiszpańskiej Málagi z Segunda División. W 2008 roku awansował z nią do Primera División. W lidze tej zadebiutował 31 sierpnia 2008 roku w przegranym 0:4 pojedynku z Atlético Madryt. 17 maja 2009 roku w przegranym 1:2 spotkaniu ze Sportingiem Gijón strzelił pierwszego gola w Primera División. W 2012 roku zajął z zespołem 4. miejsce w tych rozgrywkach.

### Statystyki klubowe
| Sezon   | Klub             | Kraj       | Liga                          | Mecze | Bramki | Puchar Kraju | Mecze | Bramki | Rozgrywki Europy   | Mecze | Bramki |
| ------- | ---------------- | ---------- | ----------------------------- | ----- | ------ | ------------ | ----- | ------ | ------------------ | ----- | ------ |
| 2002/03 | Paraná Clube     | Brazylia   | Campeonato Brasileiro Série B | 9     | 0      | -            | -     | -      | -                  | -     | -      |
| 2003/04 | FC Penafiel      | Portugalia | Segunda Liga                  | 0     | 0      | -            | -     | -      | -                  | -     | -      |
| 2004/05 | FC Penafiel      | Portugalia | Segunda Liga                  | 29    | 0      | -            | -     | -      | -                  | -     | -      |
| 2005/06 | FC Penafiel      | Portugalia | Segunda Liga                  | 31    | 0      | -            | -     | -      | -                  | -     | -      |
| 2006/07 | Grasshopper Club | Szwajcaria | Swiss Super League            | 30    | 1      | -            | -     | -      | -                  | -     | -      |
| 2007/08 | Málaga CF        | Hiszpania  | Segunda División              | 38    | 0      | -            | -     | -      | -                  | -     | -      |
| 2008/09 | Málaga CF        | Hiszpania  | Primera División              | 34    | 1      | -            | -     | -      | -                  | -     | -      |
| 2009/10 | Málaga CF        | Hiszpania  | Primera División              | 21    | 3      | -            | -     | -      | -                  | -     | -      |
| 2010/11 | Málaga CF        | Hiszpania  | Primera División              | 31    | 1      | -            | -     | -      | -                  | -     | -      |
| 2011/12 | Málaga CF        | Hiszpania  | Primera División              | 19    | 1      | -            | -     | -      | -                  | -     | -      |
| 2012/13 | Málaga CF        | Hiszpania  | Primera División              | 33    | 2      | -            | -     | -      | Liga Mistrzów UEFA | 9     | 0      |
| 2013/14 | Málaga CF        | Hiszpania  | Primera División              | 16    | 1      | -            | -     | -      | -                  | -     | -      |
| 2014/15 | Málaga CF        | Hiszpania  | Primera División              | 32    | 0      | Puchar Króla | 3     | 0      | -                  | -     | -      |
| 2015/16 | Málaga CF        | Hiszpania  | Primera División              | 30    | 0      | -            | -     | -      | -                  | -     | -      |

Stan na: 26 maja 2016 r.